# Marescialli del Sejm
I marescialli del Sejm si sono avvicendati a partire dal XV secolo.
In Galizia, dal 1861, il Presidente del "Sejm Nazionale della Galizia", con sede a Leopoli, ottenne il titolo di "Marszałek krajowy" (Maresciallo Nazionale). Nel Regno di Polonia, dal 1916 al 1918, il titolo fu quello di "Presidente del Consiglio di Stato".
Nella Seconda Repubblica di Polonia, il "Presidente del Sejm" era eletto tra i deputati durante ogni legislatura. Fino al 1935 (quando su sostituito dal Maresciallo del Senato della Polonia), il Maresciallo del Sejm sostituì il Presidente della Polonia in caso di sua assenza o impossibilità.
Oggi, il Maresciallo del Sejm è il Presidente del Presidio del Sejm (Prezydium Sejmu) e della Convenzione degli Anziani (Konwent Seniorów). Il Maresciallo supervisiona l'operato del Sejm, è presente alle sue riunioni e presiede gli incontri della Convenzione degli Anziani e del Presidio del Sejm. Egli nomina il Capo delle Camere (del Sejm e del Senato) e dal 1989 sostituisce il Presidente della Polonia in caso di carica vacante.

## Lista
- Wojciech Trąmpczyński dal 14 febbraio 1919 al 27 novembre 1922
- Maciej Rataj dal 28 novembre 1922 al 26 marzo 1928
- Ignacy Daszyński dal 27 marzo 1928 all'8 dicembre 1930
- Kazimierz Świtalski dal 9 dicembre 1930 al 3 ottobre 1935
- Stanisław Car dal 4 ottobre 1935 al 18 giugno 1938
- Walery Sławek dal 22 giugno 1938 al 27 novembre 1938
- Wacław Makowski dal 28 novembre 1938 al 2 novembre 1939
- Władysław Kowalski dal 4 febbraio 1947 al 21 luglio 1952
- Władysław Kowalski dal 22 luglio 1952 al 19 novembre 1952
- Jan Dembowski dal 20 novembre 1952 al 19 febbraio 1957
- Czesław Wycech dal 20 febbraio 1957 all'11 febbraio 1971
- Dyzma Gałaj dall'11 febbraio 1971 al 27 marzo 1972
- Stanisław Gucwa dal 28 marzo 1972 al 5 novembre 1985
- Roman Malinowski dal 6 novembre 1985 al 22 giugno 1989
- Mikołaj Kozakiewicz dal 4 luglio 1989 al 31 dicembre 1989
- Mikołaj Kozakiewicz dal 4 luglio 1989 al 24 novembre 1991
- Wiesław Chrzanowski dal 25 novembre 1991 al 14 ottobre 1993
- Józef Oleksy dal 14 ottobre 1993 al 3 marzo 1995
- Józef Zych dal 3 marzo 1995 al 19 ottobre 1997
- Maciej Płażyński dal 20 ottobre 1997 al 18 ottobre 2001
- Marek Borowski dal 19 ottobre 2001 al 20 aprile 2004
- Józef Oleksy dal 21 aprile 2004 al 5 gennaio 2005
- Włodzimierz Cimoszewicz dal 5 gennaio 2005 al 18 ottobre 2005
- Marek Jurek dal 26 ottobre 2005 al 27 aprile 2007
- Ludwik Dorn dal 27 aprile 2007 al 4 novembre 2007
- Bronisław Komorowski dal 5 novembre 2007 all'8 luglio 2010
- Grzegorz Schetyna dall'8 luglio 2010 al 7 novembre 2011
- Ewa Kopacz dall'8 novembre 2011 al 22 settembre 2014
- Radosław Sikorski dal 22 settembre 2014 al 23 giugno 2015
- Małgorzata Kidawa-Błońska dal 25 giugno 2015 all'11 novembre 2015
- Marek Kuchciński dal 12 novembre 2015 al 9 agosto 2019
- Elżbieta Witek dal 9 agosto 2019 al 13 novembre 2023
- Szymon Hołownia dal 13 novembre 2023